# سگورگولا
سگورگولا (به ایتالیایی: Sgurgola) یک کومونه در ایتالیا است که در استان فروزینونه واقع شده‌است. سگورگولا ۱۹٫۳ کیلومتر مربع مساحت و ۲٬۷۰۹ نفر جمعیت دارد و ۳۸۶ متر بالاتر از سطح دریا واقع شده‌است.